# Pinang Kampai Airport
Pinang Kampai Airport är en flygplats i Indonesien.   Den ligger i provinsen Kepulauan Riau, i den västra delen av landet, 1 100 km nordväst om huvudstaden Jakarta. Pinang Kampai Airport ligger 15 meter över havet.
Terrängen runt Pinang Kampai Airport är mycket platt. Runt Pinang Kampai Airport är det ganska tätbefolkat, med 144 invånare per kvadratkilometer. Närmaste större samhälle är Dumai, 6,5 km norr om Pinang Kampai Airport. Omgivningarna runt Pinang Kampai Airport är en mosaik av jordbruksmark och naturlig växtlighet.